# 26090 Monrovia
26090 Monrovia è un asteroide della fascia principale. Scoperto nel 1986, presenta un'orbita caratterizzata da un semiasse maggiore pari a 2,402743 UA e da un'eccentricità di 0,200252, inclinata di 1,971617° rispetto all'eclittica. Ha un periodo di rotazione di 4,23 ore.
È dedicato alla città di Monrovia, in California, dove lo scopritore vive.